# Bakers Hill
Bakers Hill – miasto w Australii, w stanie Australia Zachodnia.